# دهانه جیزرو

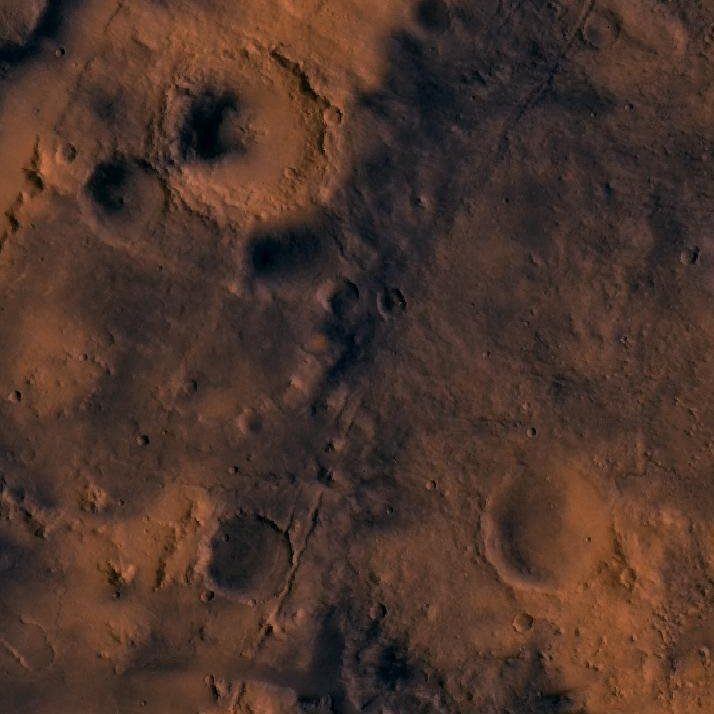
Jezero crater (lower right) and region seen from the Viking 1 Orbiter

دهانه جیزِرو، (به انگلیسی: Jezero) (ایکائو: JZRO) دهانه‌ای برخوردی در مریخ است که در ۱۸°۲۳′شمالی ۷۷°۳۵′شرقی / ۱۸٫۳۸°شمالی ۷۷٫۵۸°شرقی در چهار ضلعی سرت بزرگ دهانه واقع شده‌است. قطر دهانه حدود ۴۹٫۰ کیلومتر (۳۰٫۴ مایل) است و در حدود ۳٫۹ بیلیون سال پیش تشکیل شده‌است. با توجه به این‌که زمانی این دهانه پر از آب بوده، این دهانه می‌تواند حاوی یک مخزن فن دلتا سرشار از رسوبات رسی باشد. هنگامی که شبکه‌های دره در مریخ شکل می‌گرفت، این دریاچه در دهانه وجود داشته‌است. بستر این دریاچه پیشین انتظار می‌رود که سرشار از رسوبات خشتی باشد. علاوه بر وجود دلتا، دهانه میله‌های نقطه‌ای و کانال‌های معکوس را نشان می‌دهد. از مطالعه دلتا و کانال‌ها نتیجه گرفته شده که آب دریاچه که آب آن پایین بوده بارانی را تجربه نمی‌کرده‌است و احتمالاً در صورت وجود رواناب مداوم سطحی شکل گرفته‌است.